# بانهارد
شركة بانهارد وَ ليفاسور (بالفرنسية: Panhard) هي شركة فرنسية لصناعة السيارات توقف نشاطها المدني في عام 1967، بعد أن استحوزت عليها شركة سيتروين. ولا تزال الشركة إلى اليوم مصنعة للمركبات العسكرية، وعلى رأسها مدرَّعة خفيفة 4 × 4 أو بنهارد إيه إم إل، تنتج في مصنعين في مارولز-إن-هوريبواكس (إسون) وسان جيرمان-لافال (لوار) تحت اسم بانهارد ديفانس (دفاع).
بعد الاستحواذ على الشركة من قبل سيتروين في عام 1965، توقف الإنتاج المدني في عام 1967. تم بيع قسم آلات النجارة بيرين-بانهارد في عام 1952.
الشركة معروفة جداً في تاريخ السيارات في فرنسا.

## التاريخ

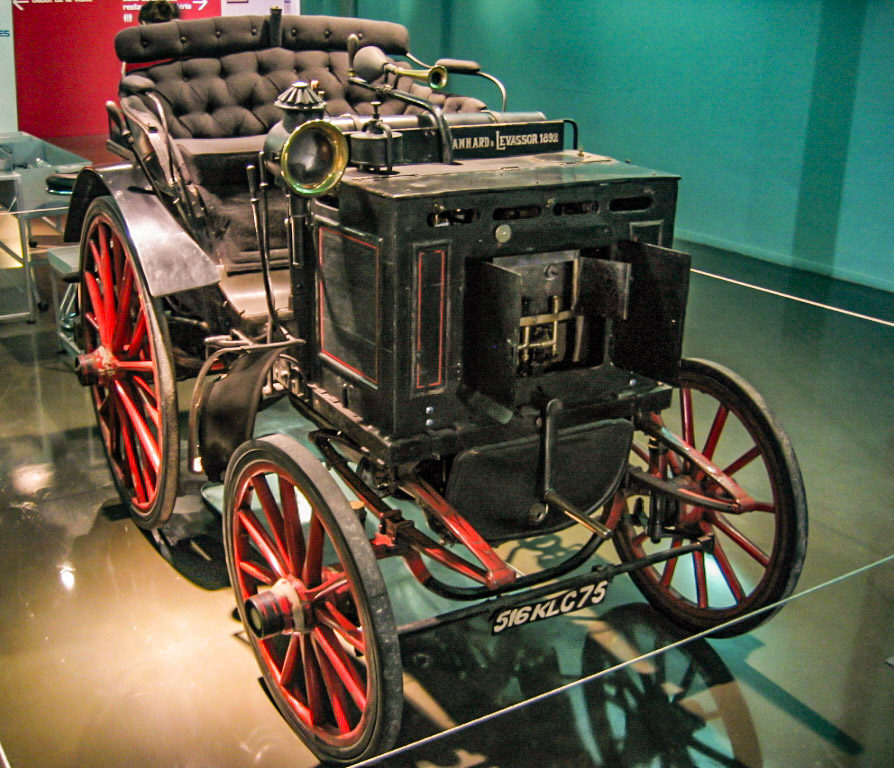
عربة بانهارد حوالي عام 1890 من طراز P2D 1

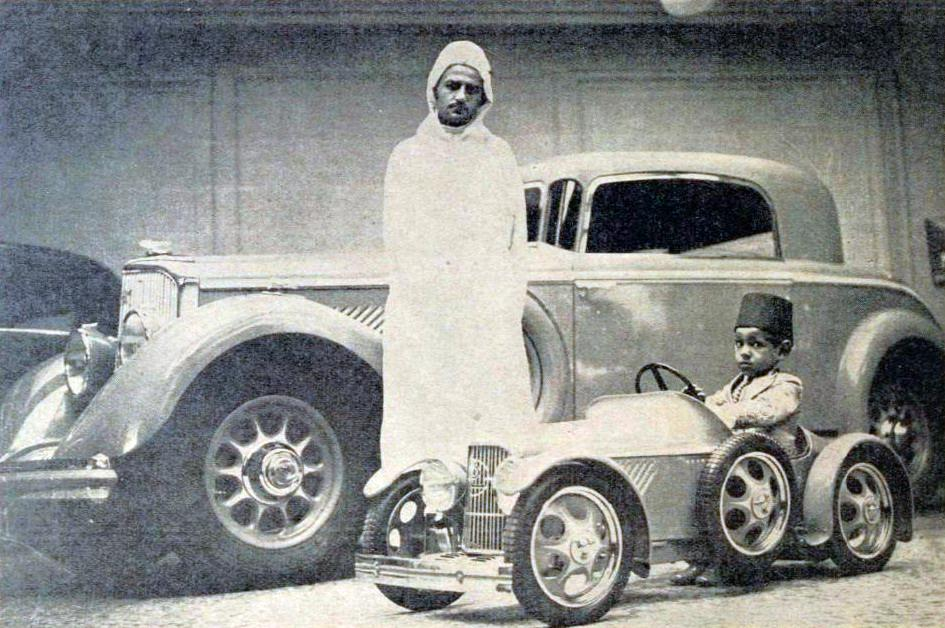
السلطان محمد الخامس سلطان المغرب وابنه الملك الحسن الثاني في باريس في زيارة لشركة بانهارد آند ليفاسور في عام 1934 في الشانزيليزيه.

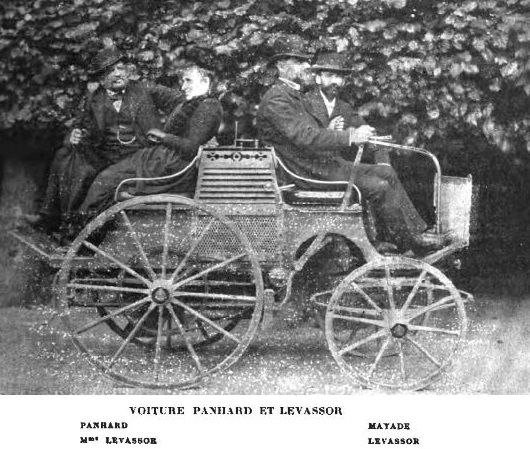
Panhard, بانهارد وَ ليفاسور في عام 1892

في حوالي عام 1800، جاء بريتون فرانسوا مع رينيه بانهارد إلى باريس للعمل كسرّاج، ثم كلاعب كمال أجسام. لكن ابنه أدريان بانهارد دخل عالم تطوير الأعمال، وعمل بنجاح، في استئجار العربات التي تجرها الخيول.

## التقارب بين بانهارد واميل ليفاسور
تقارب رينيه بانهارد في عام 1872 مع المهندس اميل ليفاسور، وهو طالب من زملائه من المدرسة المركزية التي أصبحت أحد المساهمين في بنهارد أند سي 10٪ . أصبحت مهتمة في محركات الغاز من 1875، وبدأ إنتاجها الضخم في العام التالي. وتحدث ممثل فرنسا عن محركات بنزين غوتليب دايملر، إدوارد سارازين، مع إميل ليفاسور. في 1890، تزوج أرملة إدوارد سارازين، وبدأ الإنتاج المرخص لمحركات دايملر، تليها بناء سيارات البنزين. في عام 1886، عندما توفي جول بيرين، أصبح اسم الشركة «بانهارد وليفاسور».

## بين أعوام 1945 و 1967
في عام 1945، بعد الحرب العالمية الثانية، أجبرت الظروف الاقتصادية بانهارد لإنتاج سيارات أكثر بأسعار معقولة. وقامت شركة بانهارد بتصنيع السيارات الخفيفة مثل دينا X و جونيور ودينا Z و بل 17 التي ستصبح 17 (يأتي اسم "17" من إضافة أرقام 6 ليترات من الاستهلاك لكل 100 كم و 6 مقاعد و 5 السيرة المالية المالية).
شركة بانهارد ستكون الأولى في فرنسا التي يتم عرضها حاليا في متحف الفنون والحرف في باريس. من هذا النموذج سوف يولد داينا Z، مستدير جدا والهوائية نموذج تقدم ستة مقاعد وتستهلك 6 لترات لكل 100 كم.